# Жамбыл (Сырымский район)
Жамбыл (каз. Жамбыл) — село в Сырымском районе Западно-Казахстанской области Казахстана. Входит в состав Буланского сельского округа. Код КАТО — 275837200.

## Население
В 1999 году население села составляло 492 человека (255 мужчин и 237 женщин). По данным переписи 2009 года, в селе проживало 377 человек (187 мужчин и 190 женщин).